# Акут
Аку́т (лат. acutus), острое ударение — диакритический знак, /-образный штрих над буквой. Используется в греческом, романских, славянских и многих других языках.
Приблизительно совпадает по форме с типографским клавиатурным знаком — машинописным апострофом.
Орфография некоторых языков требует обязательной или факультативной расстановки знаков ударения (акута либо грависа). Акут как знак ударения используется в некоторых современных европейских языках, имеющих подвижное (нефиксированное) ударение.
В романских языках акут широко используется для различения открытых и закрытых гласных. В большинстве орфографических систем (за исключением португальского языка) обозначает закрытое качество гласного.
В некоторых языках используется для обозначения долготы гласных (а также слогообразующих согласных), тона, логического выделения.

## Латинский язык
Предшественником акута был, по-видимому, знак апекса, использовавшийся в латинском языке для обозначения долготы гласного.

## Греческий язык
В древнегреческой политонической орфографии знак окси́я (др.-греч. ὀξεῖα) появился для обозначения высокого тона. В современном греческом языке (димотика) музыкальное ударение утрачено и аналогичным знаком является то́нос (греч. τόνος), которым последовательно отмечается ударение во всех многосложных словах.

## Славянские языки

### Восточнославянские языки
В русском языке знак острого ударения систематически используется для обозначения места ударения в словарях, книгах для младших школьников и иностранцев. В обычных текстах в словах, различающихся только местом ударения (см. Омографы), проставляется факультативно: больши́х — бо́льших, за́мок — замо́к и др. Иногда используется для различения относительного местоимения что́ и союза что, а также для логического выделения. Также используется для различения е и ё, например, все́ — всё, узна́ем — узнаём.
Сходным образом применяется в украинском и белорусском языках. Также в украинском и белорусском латинских алфавитах для обозначения мягких (палатализованных) согласных используются буквы ć, dź, ń, ś, ź.

### Западнославянские языки
- В чешском и словацком языках акут (чарка, čárka — «чёрточка») используется для обозначения долгих гласных: á, é, í, ó, ú, ý, в словацком также и слогообразующих согласных: ŕ и ĺ.
- Акут в польском (akcent ostry или крэска, kreska), во-первых, употребляется как знак палатализации согласных (подобно чешскому гачеку) над ć, ś, ź, ń: sześć /ʂɛɕʨ/ «шесть». Во-вторых, крэска над гласным ó меняет его качество ([u]) и связана с историческим чередованием краткого o и долгого ó. В польской типографике крэска обычно более вертикальна, нежели акут, и помещается немного правее.[2]
- В верхнелужицком и нижнелужицком алфавитах используются следующие буквы с акутом: ć, ń, ó, ŕ, ś, ź (в верхнелужицком только первые три и последняя в составе диграфа dź).

### Южнославянские языки
- В македонском языке применяются буквы Ѓ ѓ и Ќ ќ, обозначающие специфические палатальные либо альвео-палатальные согласные. Также акутом обозначается в словарях ударение, если оно падает не на третий от конца слог в многосложных словах или не на первый в двусложных.
- В сербо-хорватской латинице (сербский, хорватский, боснийский, черногорский) остривец (ostrivec) над буквой c: ć обозначает звук [ʨ] (результат палатализации t). Также акутом обозначается в словарях долго-восходящее ударение.
- В словенском языке в словарях и пособиях акут указывает на долготу гласных и (графически) согласного r в ударных слогах, причём, одновременно на закрытое произношение e и o. В случае указания тонального компонента, акут обозначает долго-восходящее ударение (как и в сербо-хорватском), при этом закрытость e и o обозначается точкой под ними (практически в словарях часто применяется первая система, а тон указывается за словом повторением в скобках буквы с соответствующим значком).

## Романские языки
- Во французском языке акут (accent aigu) употребляется только над буквой «e» (и только в открытом слоге): é — и обозначает закрытое произношение гласного [e] (в отличие от è, ê [ɛ] и e [ə]): clé [kle], armée [aʁme], élève [elεːv].
- В испанском языке акут (acento agudo или acento diacrítico) над буквами á, é, í, ó, ú используется в двух основных случаях.

1. Для обозначения словесного ударения:
а) если в словах, оканчивающихся на любую гласную, а также согласные -n и -s, оно падает не на предпоследний слог;
б) если в словах, оканчивающихся на любую согласную кроме -n и -s, оно падает не на последний слог.
2. Для различения омонимов, особенно в парах «вопросительное слово / относительное местоимение», где первое является ударным, а второе — клитикой: cómo («как?») — como («как»), qué («что?») — que («что, который»), dónde — donde «где / куда?» и «где / куда». Также в парах tú «ты» и tu «твой», él «он» — el (определённый артикль мужского рода).
- В каталанском и окситанском языках акут (accent tancat) отмечает как место ударения, так и качество гласных: é означает [e] (в отличие от è [ɛ]), ó — [o] (в отличие от ò [ɔ]). В каталанском ударение отмечается в случаях, в основном совпадающих с испанскими: é, í, ó, ú (над гласными верхнего подъёма; над a употребляется гравис: à).
- В окситанской орфографии подобным образом различаются é [e] — è [ɛ], ó [u] — ò [ɔ], а также á [ɔ/e] — à [a]. Как знак ударения используется над гласными á, é, í, ó, ú.
- В португальском и галисийском языках правила постановки ударения также близки испанским, однако в португальском оно не обозначается над ударными конечными i и u. В отличие от остальных романских языков, в португальском акут (acento agudo) маркирует открытые гласные: á [a], é [ɛ], ó [ɔ].
- В итальянском языке знак акута (é и очень редко ó) обязательно употребляется только в окситонах (словах с ударением на последнем слоге) и в нескольких служебных односложных словах. Наиболее распространены слова, оканчивающиеся на -ché (perché «почему/потому»), а также основная регулярная форма 3 лица единственного числа глаголов второй группы в il passato remoto: poté «смог (смогла, -о, -и)». Примеры односложных омонимов: né «никакой» — ne (относительная частица), sé «сам» — se «если». ó факультативно используется для различения квазиомофонов (в разговорном итальянском плохо выражено противопоставление [o] и [ɔ]): bótte «бочка» и bòtte «драка».

## Германские языки
- В английском языке акут (acute accent), как и другие диакритические знаки, встречается в заимствованных словах, преимущественно французского происхождения: café «кафе», fiancé «жених», fiancée «невеста», sauté, touché и др. Причём многие из них сохраняют и оригинальное произношение, с ударением на последнем слоге. В некоторых французских заимствованиях сохраняется лишь один диакритический знак из нескольких, например, resumé от фр. résumé. Иногда акут ставится над конечным -e даже в тех словах, где это не соответствует орфографии: latté от итал. latte. В последних двух случаях функция острого ударения — указать на то, что конечное -e не немое. Многие термины, не вполне освоенные языком (варваризмы, обычно отмечаемые курсивом), полностью сохраняют диакритику языка-источника: adiós, coup d'état, pièce de résistance, crème brûlée. В английской поэзии акут (иногда и гравис) отмечает нестандартное произношение слов: picked (обычно [pɪkt]) — pickéd ['pɪkɪd].
- В немецком языке акут (Akut или Accent aigu) используется лишь в сочетании с буквой е в заимствованных (преимущественно из французского языка) словах, при этом в некоторых случаях словарь Дуден допускает или даже уже рекомендует альтернативное «онемеченное» написание. Примеры употребления: Attaché, Café, Caféhaus (рекомендуется Kaffeehaus), Coupé, Déjà-vu, Dekolleté (допускается Dekolletee), Dragée (рекомендуется Dragee), Exposé (допускается Exposee), Ménage-à-trois, Soufflé (допускается Soufflee), Varieté (допускается Varietee) и др., а также в именах, например, René, André наряду с вариантами без акута — Rene и Andre. В частности, буква é встречается в 0,01 % всех немецкоязычных текстов, являясь самой распространённой буквой немецкого языка, не входящей в немецкий алфавит. Для сравнения: буква немецкого алфавита q имеет распространение 0,02 % (самая редкая буква немецкого алфавита).
- В нидерландском языке используется для различения слов, отличающихся только местом ударения (vóórkomen — voorkómen) либо открытостью / закрытостью гласного, если это не отражено в написании другим способом (hé — hè; één — een). Также для выделения (эмфазы) отдельного слова в предложении: Het is ónze auto, niet die van jullie. — «Это наша машина, а не ваша».

В скандинавских языках акут отмечает конечный ударный e, обычно только при наличии омонимов.
- В шведском языке существует несколько пар омонимов, различающихся только акутом (akut accent): ide «берлога» — idé «идея»; armé («армия») — arme («бедный, жалкий»); armen «рука» — armén «армия» (с определённым артиклем) (в словах «берлога» и «рука» ударение на первом слоге, что специально не обозначается). С акутом пишутся многие заимствования, особенно французские, например, filé, kafé, resumé.
- В датском языке: én «один» — en (неопределенный артикль); fór «(у)шёл» — for «для»; véd «знает» — ved (предлог с инструментальным значением); gǿr «лает» — gør «делает)»; dǿr «умирает» — dør «дверь»; allé «аллея» — alle «все». Кроме того акут регулярно используется для различения форм повелительного наклонения глаголов, оканчивающихся на -ere, и множественного числа существительных: analysér «(про)анализируй» — analyser «анализы». В любом случае употребление акута не является обязательным. При эмфазе выделяемое слово получает акут; особенно часто местоимение der («там»), употребляемое как в служебной функции, так и в знаменательной: Der kan ikke være mange mennesker dér. — «Там не может быть много народу»; Dér skal vi hen. — «Мы пойдём туда».
- В норвежском, в отличие от датского, акут (akutt aksent) не служит для различения императивов и множественного числа существительных: kontroller — «контролируй» и «контроли (мн. ч.)». В новонорвежском простое прошедшее глагола å fare «ездить» факультативно записывается как fór для отличения от for (предлог «для»), fôr «корм» / «полотно» и fòr «борозда» (употребление всех диакритик необязательно[3]). Острое ударение также сохраняется в словах французского происхождения: allé, kafé, idé, komité, хотя в обиходном употреблении акутом часто пренебрегают, иногда заменяя его грависом.

- В исландском языке используются 6 букв с острым ударением: á, é, í, ó, ú, ý (в фарерском 5 — нет é), которые считаются самостоятельными буквами и занимают собственные позиции в алфавите. Любая из букв может обозначать как долгий, так и краткий звук. Этимологически они восходят к древненорвежским долгим гласным, которые в большинстве случаев превратились в дифтонги (кроме é, которое в фарерском стало æ).

- Исландский язык:

á: [au(ː)]
é: долгое чтение [jeɛː], краткое [jɛ]
í/ý: [i(ː)]
ó: [ou(ː)]
ú: [u(ː)].
- Фарерский язык:

á: долгое чтение [ɔa], краткое [ɔ], перед [a]: [õ]
í/ý: долгое [ʊiː], краткое [ʊi]
ó: долгое [ɔu], [ɛu] или [œu], краткое: [œ]; на острове Суури (Suðuroy): [ɔ]
Если за ó следует сочетание -gv, ó произносится [ɛ], на Суури [ɔ].
ú: долгое [ʉu], краткое [ʏ]
Если за ú следует сочетание -gv, ú произносится [ɪ].

## Кельтские языки
- В валлийской орфографии акут над гласными á, é, í, ó, ú, ẃ, ý используется для обозначения словесного ударения, если оно падает не на предпоследний слог: casáu «ненавидеть», caniatáu «разрешать».
- В ирландском языке буквы с акутом (ирл. síneadh fada [ˌʃiːnʲə ˈfadˠə]): á, é, í, ó, ú обозначают долгие гласные.

## Финно-угорские языки
- В венгерском языке акут используется для обозначения долготы гласных: á, é, í, ó, ú. Кроме того он указывает и на качественные различия: краткий a — открытый задний огубленный гласный [ɒ], в то время как долгий á — открытый передний неогубленный [a]. Подобным образом краткий e — открытый передне-центральный [ɛ], а долгий é — закрытый передне-центральный [e]. В венгерском языке используется и двойной акут.
- В северносаамском языке акут ставится над Áá и Óó, а также иногда над соответствующими буквами латинского алфавита, если нет возможности использовать шрифт, содержащий специфические саамские буквы Čč, Đđ, Ŋŋ, Šš, Ŧŧ, Žž[4] (см. Саамская письменность).

## Другие языки
- В словарях литовского языка акут обозначает ударные долгие слоги с нисходящим тоном. В случае двубуквенного обозначения вершины слога ставится над первой буквой, так как этот вид ударения выделяет первую мору слога.
- В латинизированном туркменском алфавите буква Ýý обозначает звук [j] и соответствует букве Й кириллицы.
- Во вьетнамском, китайском (см. Пиньинь), некоторых африканских языках, использующих письменности на латинской основе, знаком острого ударения отмечается восходящий или высокий тон. Например, в языке йоруба: apá «рука» .
- В некоторых баскских текстах острое ударение может стоять над буквами r и l, что обычно заменяется удвоением этих букв: ŕ (или rr) обозначает раскатистый многоударный сонант [r] в середине слов (в начальной и конечной позиции r всегда многоударный). ĺ или ll обозначает палатальный [ʎ].
- В искусственном языке сольресоль слова во множественном числе произносятся с удлинением последнего согласного, что на письме обозначается акутом: редо «брат», редō «сестра», редṓ «сёстры».
- В искусственном языке квенья акутом обозначают долгие гласные (при транслитерации латиницей).